# برتا سوتنر
برتا سوتنر (۹ ژوئن ۱۸۴۳–۲۱ ژوئن ۱۹۱۴) رمان‌نویس، فعال صلح‌طلب رادیکال (سازمانی) اتریشی-بوهمی و نخستین زنی است که جایزه صلح نوبل را دریافت کرده بوده و پس از ماری کوری دومین زنی است که توانسته جایزه نوبل را به دست بیاورد.

## زندگی
در ۱۸۷۶ به توصیه و تشویق کارفرمای خود، به یک آگهی روزنامه پاسخ داد که منجر به این شد که مدت کوتاهی در پاریس، منشی و خانه‌دار آلفرد نوبل شود. چند هفته پس از اشتغال او و نوبل روابط نزدیک‌تری پیدا کردند و ممکن است نوبل نسبت به او احساسات عاشقانه پیدا کرده باشد.
این باور وجود دارد که اگرچه تماس او با آلفرد نوبل کم بود اما تا زمان مرگ نوبل در ۱۸۹۶ ادامه داشت و سوتنر نقش بزرگی در تصمیم نوبل مبنی بر گنجاندن جایزه‌ای برای صلح در وصیت‌نامه‌اش داشته‌است. جایزه‌ای که سوتنر نیز در ۱۹۰۵ و در پنجمین دوره جایزه نوبل که در ۱۸ آوریل ۱۹۰۶ در اسلو برگزار شد، دریافت کرد.
در ۱۹۰۷ سوتنر در کنفرانس دوم صلح لاهه شرکت کرد که در آن در مورد قوانین مربوط به جنگ مذاکره می‌شد. در آستانه جنگ جهانی اول او همچنان به فعالیت‌های ضدجنگ خود ادامه می‌داد. در ۱۹۱۱ او عضو شورای مشاور موقوفه کارنگی برای صلح بین‌المللی شد. در ۲۱ ژوئن ۱۹۱۴ و چند هفته پیش از شروع جنگ در اثر سرطان درگذشت. او برنامه داشت تا در کنگره صلح جهانی بعدی که قرار بود در پاییز همان سال در وین برگزار شود، شرکت کند.